# 李實 (崇禎進士)
李實（1617年11月12日—1674年），字如石，號鏡菴，四川潼川州遂寧縣人，明朝、南明政治人物。

## 生平
崇禎九年（1636年）丙子科四川鄉試第二十五名舉人，十六年（1643年）癸未科進士。兵部觀政，十七年（1644年）授長洲縣知縣，弘光元年（1645年）南京失陷後不再出仕，隱居於蘇州上清江，杜門著述，不妄交遊。康熙十三年（1674年）卒，葬於蘇州上方山之寒山。

## 家族
曾祖李茂華；祖父李桂元；父李友松。
夫人為南明兵部尚書兼東閣大學士呂大器女、呂潛妹。
子李仙根為順治十八年辛丑科榜眼。

## 著作
李实著述甚丰，所撰《蜀语》，为中国现存最早的“断域为书”的方言词汇著作，是研究明代四川方言的重要資料。
- 《岁暮感怀》

门前五柳弃微官，荏苒年华阅岁寒。
齿到知非方学易，老来行路极知难。
飘零白下家重破，痛哭青云梦已残。
故国烽烟邱墓远，梅花冰雪日凭栏。